# Liste der Baudenkmale in Tessin (bei Rostock)
In der Liste der Baudenkmale in Tessin sind alle Baudenkmale der Stadt Tessin (Landkreis Rostock) und ihrer Ortsteile aufgelistet (Stand 10. Februar 2021).

## Tessin
| ID  | Lage                                               | Bezeichnung | Beschreibung | Bild           |
| --- | -------------------------------------------------- | --- | --- | -------------- |
| 709 | Sülzer Straße 2–5 (Karte)                          | ehemalige Zuckerfabrik mit Verwaltungsgebäude (Nr. 2), altem Fabrikgebäude, ehem. Remise, kopfsteingepflastertem Hof und 2 Arbeiterwohnhäusern (Nr. 4 und 5) | |                |
| 710 | Alte Sülzer Straße (Karte)                         | Alter Friedhof, Kapelle (ehem. Mausoleum) | |                |
| 711 | Alter Markt 1 (Karte)                              | Rathaus | 2-gesch. Putzbau von 1935, um 1996 saniert                                                                                     | Weitere Bilder |
| 713 | Alter Markt 10 (Karte)                             | Wohnhaus (Mühlenhaus) | |                |
| 714 | (Karte)                                            | Bahnhof mit Empfangsgebäude und Nebengebäude, Toilettengebäude und Lokschuppen                                                                               | | Weitere Bilder |
| 814 | Bahnhofstraße (Karte)                              | Gedenkstätte für die Kriege 1870/71, 1914/18, 1939/45 | |                |
| 715 | Bahnhofstraße 4 (Karte)                            | Wohnhaus | | Weitere Bilder |
| 716 | Bahnhofstraße/Ecke Helmsdorfer Weg (Karte)         | Gedenkstein für die politisch Verfolgten des Nationalsozialismus                                                                                             | |                |
| 717 | Sankt-Jürgen-Straße/Gelände der Realschule (Karte) | Gedenkstätte „Anne Frank“ | |                |
| 718 | Camminer Chaussee                                  | Jüdischer Friedhof | |                |
| 719 | Gnoiener Straße 16 (Karte)                         | Wohnhaus | |                |
| 720 | Gnoiener Straße 18 (Karte)                         | Wohnhaus | |                |
| 721 | Karl-Marx-Straße 14 (Karte)                        | Wohnhaus | |                |
| 755 | Kirchenstraße (Karte)                              | Kirche St. Johannes | Frühgotischer Chor aus Feldstein von um 1323 mit Kuppelgewölbe, 3-schiffiges Langhaus einer Basilika aus Backstein von um 1350 | Weitere Bilder |
| 723 | Kirchenstraße 9 (Karte)                            | Postamt | |                |
| 726 | Mühlenstraße 10 (Karte)                            | Hofgebäude (ehem. Synagoge) | |                |
| 727 | Rostocker Straße 5 (Karte)                         | Pfarrhaus | |                |
| 730 | Rostocker Straße 36 (Karte)                        | Wohnhaus mit Stallspeicher, Schuppen und kopfsteingepflastertem Hof                                                                                          | |                |
| 732 | St. Jürgenstraße 2 (Karte)                         | Wohn- und Geschäftshaus | |                |

## Vilz
| ID  | Lage                              | Bezeichnung                                                                                           | Beschreibung | Bild                                                                                                  |
| --- | --------------------------------- | --- | --- | --- |
| 747 | (Karte)                           | Kirche mit Gefallenentafel 1914/18 und Friedhof mit Feldsteintrockenmauer und Glockenstuhl mit Glocke | Romanisch/frühgotische Jacobus Kirche von um 1232 (Weihe) aus Feldstein mit Backsteinelementen, einger. Chor, Fertigstellung am Ende des 13. Jh. | Kirche mit Gefallenentafel 1914/18 und Friedhof mit Feldsteintrockenmauer und Glockenstuhl mit Glocke |
| 743 | Dorfstraße (neben Nr. 15) (Karte) | ehemaliger Cholerafriedhof mit Gedenkstein                                                            | | |
| 748 | Laager Chaussee 1 (Karte)         | Chausseehaus                                                                                          | | |
| 744 | Zum Gutshaus 1 (Karte)            | Pfarrhof mit Wohnhaus und Scheune                                                                     | | |
| 745 | Zum Gutshaus 2 (Karte)            | ehemaliges Gutshaus                                                                                   | Sanierter, 2-gesch., 7-achs. L-förmiger Putzbau von 1905 auf alten Fundamenten mit 3-gesch. Mittelrisalit                                        | |

## Veränderungen

### Tessin
Im Vergleich zur Denkmalliste 2007 ist nicht mehr enthalten:
| ID | Lage                | Bezeichnung                               | Beschreibung | Bild |
| -- | ------------------- | ----------------------------------------- | ------------ | ---- |
|    | Lange Straße 44/44a | Schule                                    |              |      |
|    | Rostocker Straße 23 | Wohnhaus mit Stallspeicher und Torscheune |              |      |

## Quelle
Denkmalliste des Landkreises Rostock A ‐ Z (Stand: 10. Februar 2021; PDF, 497 KB)